# Eidgenössische Hochschule für Berufsbildung

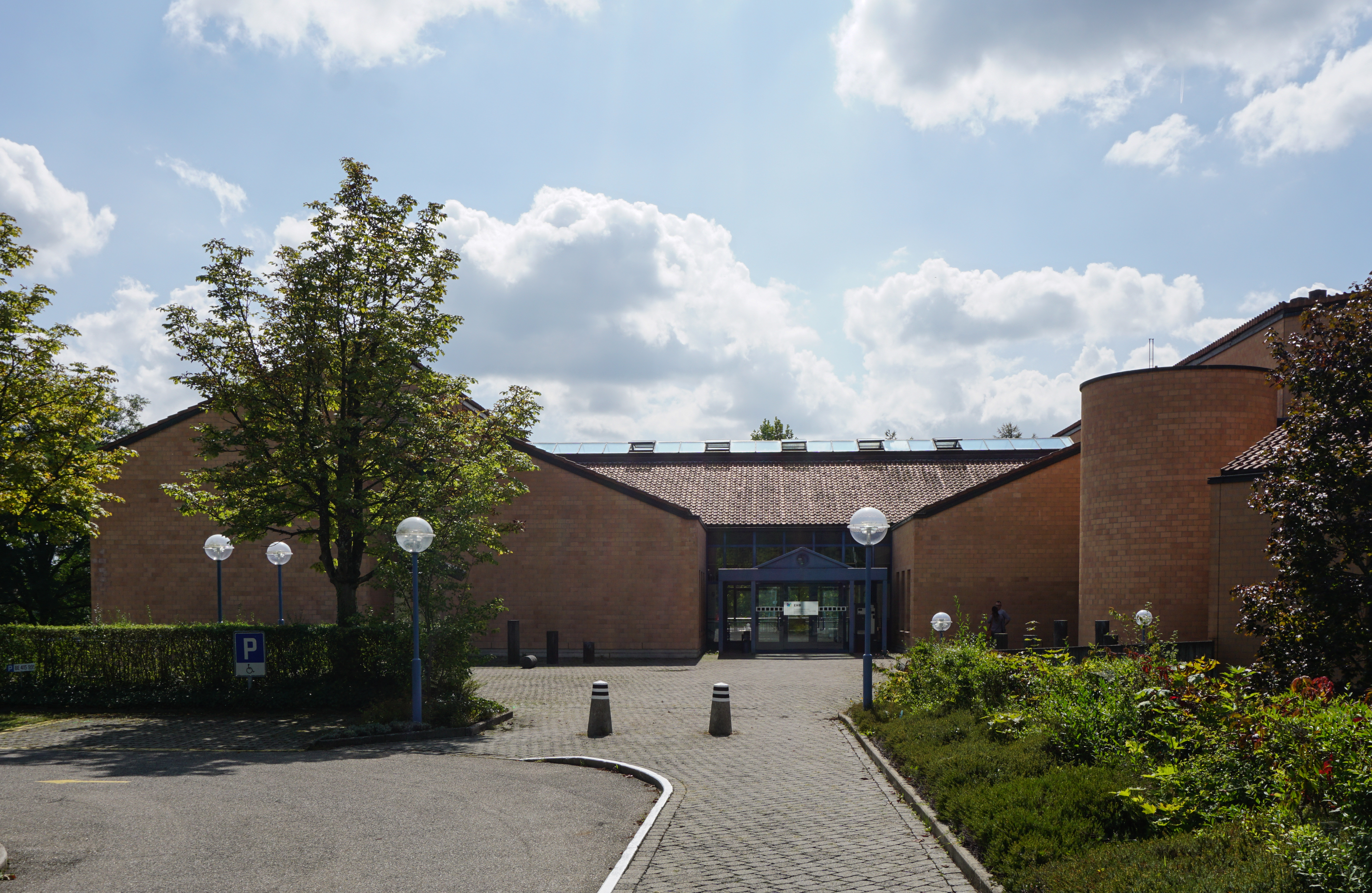
EHB-Standort Zollikofen

Die Eidgenössische Hochschule für Berufsbildung EHB  (franz.: Haute école fédérale en formation professionnelle (HEFP); ital.: Scuola universitaria federale per la formazione professionale SUFFP) ist die zentrale schweizerische Bildungseinrichtung für die Berufsbildung in Trägerschaft des Bundes.
Das Bundesgesetz über die Eidgenössische Hochschule für Berufsbildung (EHB-Gesetz) vom 25. September 2020 wertet sie zur Hochschule auf. Dieses wurde am 18. Juni 2021 durch den Bundesrat beschlossen und per 1. August 2021 in Kraft gesetzt. Sie soll bis Ende 2022 die institutionelle Akkreditierung als Pädagogische Hochschule erlangen, bis dahin gelten die bisherigen Bestimmungen weiter.
Vorher führte sie seit 2007 den Namen Eidgenössisches Hochschulinstitut für Berufsbildung (EHB) und ging aus dem 1972 gegründeten Schweizerischen Institut für Berufspädagogik (SIBP) hervor.
Die Aus- und Weiterbildung von Berufsbildungsverantwortlichen, Forschungen zur Berufsbildung, die Weiterentwicklung von Berufen und die Unterstützung internationaler Berufsbildungszusammenarbeit gehören zu den Aufgaben. Die Standorte des EHB befinden sich in Zollikofen bei Bern (Hauptsitz), Lausanne und Lugano, mit Aussenstandorten in Olten und Zürich.

## Aufgaben
Das Eidgenössische Hochschulinstitut EHB erbringt Dienstleistungen in folgenden Bereichen:
- Ausbildung von Berufsbildungsverantwortlichen;
- Weiterbildung von Berufsbildungsverantwortlichen;
- Forschung und Entwicklung in der Berufsbildung;
- Berufsentwicklung.

Überdies übernimmt das EHB im Auftrag des Staatssekretariats für Bildung, Forschung und Innovation SBFI diverse Aufgaben und Forschungstätigkeiten. Mit seinen verschiedenen Dienstleistungen engagiert sich das EHB für die digitale Transformation. So unterstützt das EHB insbesondere Projekte, die auf die Erarbeitung einer Digitalisierungs- oder E-Learning-Strategie abzielen, sowie Projekte, mit denen die digitalen Kompetenzen von Lehrpersonen gefördert werden sollen.
Das EHB hat verschiedene Projekte des Schweizerischen Nationalfonds zur Förderung der wissenschaftlichen Forschung (SNF) geleitet und erst kürzlich das Projekt «im Herzen der Berufslehre» in Form einer interaktiven Ausstellung durchgeführt, die an verschiedenen Berufs- und Ausbildungsmessen in der Romandie gastierte.
Die Arbeit des EHB folgt dem Grundsatz «Praxis im Dienste der Praxis» und schlägt so in allen Dienstleistungsbereichen ständig eine Brücke zur Berufspraxis.
Das EHB ist die einzige Bildungsinstitution landesweit mit einem derartigen Auftrag an vier Standorten in drei Sprachregionen und garantiert so eine einheitliche und vergleichbare Umsetzung der Bundesvorgaben. Das EHB ist das Bindeglied zwischen den Organisationen der Arbeitswelt (OdA) sowie den 26 Kantonen mit mehreren hundert Berufsfachschulen und höheren Fachschulen. Als nationales Institut übernimmt das EHB gegenüber diesen Partnern eine wichtige Rolle als zentraler Ansprechpartner für alle Fragen im Zusammenhang mit Entwicklungsvorhaben sowie der Aus- und Weiterbildung von Berufsbildungsverantwortlichen. Das Hochschulinstitut pflegt überdies ein enges Beziehungsnetz mit nationalen wie auch internationalen Partnern aus Wirtschaft und Wissenschaft. Seine Expertise in der Berufsbildung ist international nachgefragt, sei es bei internationalen Projekten, bei Bildungsprogrammen, Konferenzen oder beim Empfang von Delegationen.
Der Bund ist Eigentümer des EHB. Das EHB ist – wie z. B. die ETH Zürich – dem Eidgenössischen Departement für Wirtschaft, Bildung und Forschung WBF angegliedert.
Im Art. 48 Abs. 2 des Bundesgesetzes vom 13. Dezember 2002 über die Berufsbildung (BBG) ist geregelt, dass der Bund dieses Institut auf Hochschulstufe führt und entsprechende Ziele vorgibt.
Im Jahr 2016 erfolgte eine Begutachtung, welche verfassungsrechtlichen Anforderungen an die gesetzliche Grundlage und Einbettung in die Hochschullandschaft Schweiz bestehen und ob eine Akkrediterungspflicht besteht. Im Ergebnis dessen wurde eine neue und eigene gesetzliche Grundlage, das Bundesgesetz über die Eidgenössische Hochschule für Berufsbildung (EHB-Gesetz), vorbereitet und wird nach Inkrafttreten detaillierter wie bei allen Hochschulen Aufgaben, Rechte und Pflichten regeln. Das EHB will sich als Pädagogische Hochschule akkreditieren und Ende 2019 wurde ein entsprechendes Akkreditierungsgesuch beim Schweizerischen Akkreditierungsrat eingereicht.

## Hochschulleitung

### EHB-Rat
Der EHB-Rat ist das strategische Führungsorgan des EHB. Er setzt sich aus neun vom Bundesrat gewählten Mitgliedern zusammen. Der EHB-Rat legt die strategischen Ziele für die Entwicklung des EHB im Rahmen des Leistungsauftrages fest. Er ist dem Bundesrat gegenüber für die Erfüllung des Leistungsauftrags und die Einhaltung des Budgets verantwortlich. Das Amt des Präsidenten wird seit dem 1. März 2020 von Adrian Wüthrich bekleidet.

### Hochschulleitung
Die Hochschulleitung setzt sich aus der Direktorin/dem Direktor und den fünf nationalen Spartenleitenden zusammen. Sie legt im Rahmen der Strategie des EHB-Rates die Ziele und die Organisation der Ausbildung, der Weiterbildung sowie der Forschung und Entwicklung fest. Die Direktorin/der Direktor ist gegenüber dem EHB-Rat für die operative Leitung des EHB verantwortlich und vertritt das EHB nach aussen. Seit dem 1. März 2020 bekleidet Barbara Fontanellaz das Amt der Direktorin des EHB.

## Die Sparten des EHB

### Ausbildung
Die Kernaufgabe der Sparte Ausbildung ist die Ausbildung von haupt- und nebenberuflich tätigen Lehrpersonen an Berufsfachschulen, Handelsmittelschulen, Berufsmaturitätsschulen und höheren Fachschulen. Ferner umfasst das Angebot Studiengänge für Berufsbildner in überbetrieblichen Kursen, Lehrwerkstätten und anderen Lernorten für die berufliche Praxis. Im Herbst 2007 lancierte die Sparte ein einmaliges Angebot für die wissenschaftliche Qualifikation von Hochschulabsolventen in der ganzen Schweiz: den Master of Science (MSc) in Berufsbildung.
Mit insgesamt 26 vom Staatssekretariat für Bildung, Forschung und Innovation (SBFI) anerkannten Studiengängen bildet das EHB jährlich über 1700 Lehrpersonen und Berufsbildner in den drei Sprachregionen der Schweiz aus.
Folgende Abschlüsse werden angeboten:
- Diplom und Zertifikat für Berufsfachschullehrpersonen für den berufskundlichen Unterricht[12]
- Diplom für Berufsfachschullehrer in der kaufmännischen Grundbildung und im Detailhandel (IKA, W&G, Sprachen)[13]
- Diplom für Berufsfachschullehrer für den allgemeinbildenden Unterricht[14]
- Diplom für Dozierende an Höheren Fachschulen[15]
- Diplom für Lehrpersonen in der Berufsmaturität[16]
- Zertifikat für Berufsbildner in überbetrieblichen Kursen und vergleichbarem drittem Lernorten[17]
- Zertifikat für Berufskundelehrpersonen[18]
- Zertifikat für Lehrer mit gymnasialer Lehrbefähigung[19]
- Passerellen EHB/SVEB/Lehrdiplome[20]
- Bachelor of Science in Berufsbildung[21]
- Master of Science in Berufsbildung[22]

### Weiterbildung
Zu den Aufgaben der Sparte Weiterbildung gehören insbesondere die Durchführung von zentralisierten Kursen zur Förderung der Berufsentwicklung von Berufsbildungsverantwortlichen, die Bereitstellung von Kursen, die der Förderung und Weiterentwicklung der Berufsbildungsorganisationen dienen, die Entwicklung von Ausbildungen für Führungskräfte der Berufsbildung sowie von weiteren Angeboten, die der Qualitätsförderung und der Innovation in der Berufsbildung dienen.
Um diesen Auftrag erfüllen zu können, umfasst das Angebot der Sparte Weiterbildung insbesondere:
- Weiterbildungskurse[24]
- Weiterbildungslehrgänge mit ECTS-Credits und Zertifikat/Diplom/Masterdiplom (CAS-DAS-MAS)[25]
- Massgeschneiderte, bedarfsorientierte Dienstleistungen und Kurse vor Ort oder am EHB[26]
- Funktions – und Entwicklungsanalysen in Institutionen;
- Einführungs- und berufsspezifische Kurse für Prüfungsexperten[27]

### Forschung und Entwicklung
Die Sparte Forschung und Entwicklung F&E erarbeitet die Grundlagen für die verschiedenen Aus- und Weiterbildungen. Sie führt etwa Evaluationen und Effizienztests durch und erarbeitet Projekte im Bereich der Kompetenzbewertung, die als Grundlage für die künftige Weiterentwicklung der Berufsbildung dienen.
Die Sparte F&E des EHB legt im Sinne eines Agenda Settings zentrale Themen mit Bezug zur Berufsbildung fest. Die Mitarbeitenden der F&E stellen also sicher, dass Fragestellungen untersucht werden, die Antworten auf die aktuellen Herausforderungen der Berufsbildungspraxis liefern können. Das durch die Forschungsarbeiten erlangte Wissen fliesst in die Lehre am EHB ein und somit zurück in die Praxis. Davon profitieren die Lernenden sowie die Lehrpersonen in der Berufsbildung, die Organisationen der Arbeitswelt, die Bildungspolitik und schliesslich die Gesellschaft als Ganzes.
Die Forschungstätigkeiten des EHB sind in drei thematische Forschungsschwerpunkte mit je drei Forschungsfeldern organisiert. Das Schweizerische Observatorium für Berufsbildung OBS EHB sowie die Fachstelle Evaluation vervollständigen das Angebot der Sparte.
Die drei Forschungsschwerpunkte der Forschung und Entwicklung am EHB sind:
- Lehren und Lernen in der Berufsbildung[29]
- Integration in die Berufsbildung und den Arbeitsmarkt[30]
- Steuerung der Berufsbildung[31]

### Zentrum für Berufsentwicklung
Das Zentrum für Berufsentwicklung (ZfB) begleitet die Entwicklung und Umsetzung von beruflichen Grundbildungen und höheren Berufsbildungen. Es erbringt Dienstleistungen im Bereich der Berufsanalyse und Berufsentwicklung; das Angebot reicht von der Beschreibung der für die Berufsausübung erforderlichen Kompetenzen über die Festlegung von Bildungszielen, Bildungsorganisation und -dauer bis hin zur Festlegung des Qualifikationsverfahrens.
Zu den Aufgaben des ZfB gehören die Beratung, Begleitung und Unterstützung der Organisationen der Arbeitswelt und Trägerschaften der beruflichen Grundbildung sowie der höheren Berufsbildung in allen Etappen der Entwicklung ihrer Berufe. Überdies bietet das ZfB praxisorientierte und auf die Bedürfnisse der Organisationen der Arbeitswelt/der Trägerschaften zugeschnittene Dienstleistungen. Und schliesslich fördert das ZfB die Handlungskompetenzorientierung an allen Lernorten.

## Magazinskilled
Seit 2017 gibt das EHB zweimal jährlich die Zeitschrift «skilled» heraus. «skilled» beleuchtet die jüngsten Trends in der Berufsbildung in der Schweiz und im Ausland. Mit der Zeitschrift möchte das EHB den Informations- und Wissensaustausch sowie die Vernetzung zwischen allen Akteuren der Berufsbildung vorantreiben.

## Geschichte des Instituts

### Vom SIBP zum EHB (1972–2007)
Das Eidgenössische Hochschulinstitut für Berufsbildung EHB ist aus dem 1972 in Zollikofen gegründeten Schweizerischen Institut für Berufspädagogik (SIBP) hervorgegangen. Das SIBP wurde 1972 am Standort Zollikofen gegründet. 1975 wurde ein zweiter Standort in Lausanne für die französischsprachige und 1991 ein dritter Standort in Lugano für die italienischsprachige Schweiz eröffnet.
Die Aufgaben des SIBP umfassten im Wesentlichen die Aus- und Weiterbildung von Lehrkräften im gewerblich-industriellen Bereich, namentlich von haupt- und nebenamtlichen Lehrkräften an Berufsfachschulen sowie von Lehrkräften an Berufsfachschulen mit besonderen Funktionen in Schulleitung, Praxisberatung oder der Mediation.
In Zusammenarbeit mit den Kantonen und den Berufsverbänden organisierte das SIBP überdies Kurse für Instruktoren von Lehrmeisterkursen sowie Instruktionskurse für Prüfungsexperten. Zu weiteren Aufgaben gehörten daneben die Durchführung von Forschungs- und Entwicklungsprojekten im Bereich der Berufsbildung und das Verfassen von Studien und Gutachten.
Im Jahre 2001 übertrug das Bundesamt für Berufsbildung und Technologie BBT (heute SBFI) dem SIBP zusätzlich die Aus- und Weiterbildung von Lehrkräften im kaufmännischen Bereich und die Ausbildung von Experten in Qualifikationsverfahren der beruflichen Grundbildung.
Am 1. Januar 2007 wurde aus dem SIBP das Eidgenössische Hochschulinstitut für Berufsbildung EHB. Die Gründe für diese Ablösung waren zwei tiefgreifende Reformen im Schweizerischen Bildungssystem, nämlich die Tertiarisierung der Ausbildung von Lehrpersonen sowie die Reformen in der Berufsbildung.
Mit diesen beiden Reformen und den dazu neu übertragenen Aufgaben und Kompetenzen wurden auch die Strukturen und die Organisation des Instituts neu angepasst und die Angebote schweizweit positioniert.